# Косцелецкий, Анджей
Анджей Енджей Косцелецкий (1455—1515) — государственный деятель Польского королевства, марша́лок двора кардинала Фредерика Ягеллончика, староста быдгощский (с 1485 года) и свецский (с 1487), маршалок надворный коронный (с 1501), староста спишский (с 1507), каштелян бецкий и вислицкий (с 1508), жупник величко-бохненский (с 1508), подскарбий великий коронный (1509—1515), старста освенцимский (1509), иновроцлавский (1510), сондецкий (1512) и заторский (1513), каштелян войницкий (с 1513 года), управитель и бургграф краковский.

## Биография
Представитель польского шляхетского рода Косцелецких герба «Огоньчик». Сын воеводы иновроцлавского Яна Косцелецкого (1415—1475), владевшего рядом староств в Куявии и Королевской Пруссии. Братья — воевода бжесць-куявский и иновроцлавский Николай Косцелецкий (ум. 1510), воевода иновроцлавский, серадзский, калишский и познанский Станислав Косцелецкий (1460—1534).
Родился в родовой резиденции Косцелецких — Косцельце под Иновроцлавом. С юности служил дворянином королевским, был тесно связан с принцем Яном Ольбрахтом, а также с его младшим братом Сигизмундом, проживавшим в Венгрии. Первоначально получил во владение два староства: быдгощское и свецкое. Был талантливым и предприимчивым, быстро поднимался по карьерной лестнице. Польский король Ян I Ольбрахт доверил Анджею Косцелецкому выплату жалованья наемникам, солдатам и придворным. Вероятно, в этот период занимал должность подскарбия надворного.
Способный дипломат. В 1491 году возглавлял посольство в Венгрию, где добивался получения венгерской короны для королевича Яна Ольбрахта. В 1500 году Анджей Косцелецкий завербовал первые отряды конников в королевские хоругви и начал историю формирования польской кавалерии — гусар.
В 1501 году по заданию кардинала Фредерика Ягеллона Анджей Косцелецкий ездил с дипломатической миссией в Венгрию, где исполнял функции польского дипломата. Кроме того, вел переговоры с Молдавией. В это время сблизился с королевичем Сигизмундом Ягеллоном, находившимся тогда в Буде. В 1503 году вернулся в Польшу и был вознагражден Александром Ягеллончиком.
В ноябре 1504 года от имени польского короля Александра Анджей Косцелецкий ездил на съезд прусских станов в Мальборк. На рубеже 1505—1506 годов стоял во главе нового посольства в Венгрию, где вел переговоры с королём Владиславом II Ягеллоном о польской торговле во Вроцлаве. В 1505 году получил во владение от короля за заслуги на службе Яна Ольбрахта и кардинала Фредерика село Раковице под Краковом.
С 1506 года после вступления на польский королевский престол Сигизмунда Старого карьерный рост Анджея Косцелецкого резко усилился. Он провел для нового правителя ряд успешных финансовых операций, предоставлял ему необходимые денежные средства. За короткое время упорядочил королевские финансы и способствовал значительному увеличению коронных доходов. В ответ Сигизмунд Старый осыпал его своими милостями и новыми должностями. Получил во владение ряд староств в Малой Польше и престижные должности при королевском дворе. Сосредоточил в своих руках все финансовое управление королевства.
В 1507 году Анджей Косцелецкий получил от короля богатое спишское староство, а также вместе с Николаем Иорданом и Гансом Бонером должность жупника краковского. Вскоре стал каштеляном и управителем Кракова, а в мае 1508 году единственным жупником (управителем соляных шахт) в Кракове (формально стал им в апреле 1509 года). В 1509 году Анджей Косцелецкий был назначен каштеляном вислицким и освенцимским. 26 декабря 1509 года получил должность подскарбия великого коронного, но вынужден был отказаться от званий каштеляна вислицкого и бургграфа краковского. В последующие годы получил во владение староства иновроцлавское (1511), сондецкое (1512) и заторское (1513), а также каштелянство войницкое (1513).
После своего назначения жупником краковским и великим подскарбием коронным Анджей Косцелецкий недолгое время находился в Малой Польше. Реорганизовал королевскую казну и курировал краковские соляные шахты в городах Величка и Бохня. Во время одного пожара в соляной шахте, куда никто не хотел идти, Анджей Косцелецкий с членом городского совета спустился в подземелье и потушил пожар. Эта сцена стала вдохновением для картины художника Яна Матейко.
В марте 1515 года Анджей Косцелецкий сопровождал польского короля Сигизмунда Старого во время его поездки в Братиславу, а затем на королевский съезд в Вене. От отверг предложенный ему германским императором Максимилианом Габсбургом титул графа Священной Римской империи. Вернулся на родину тяжело больным дизентерией.
6 сентября 1515 года Анджей Косцелецкий скончался в Кракове. Польский король Сигизмунд Старый устроил ему торжественные похороны. Он был похоронен в Вавельском соборе. Его огромное богатство унаследовали родственники, в том числе и младший брат Станислав Косцелецкий.

## Семья
В 1509 году женился на Катажине Тельничанке (ум. 1528), любовнице Сигизмунда Старого, родившей ему трёх внебрачных детей. Женитьба Анджея Косцелецкого вызвала недовольство сенаторов и родственников Костелецких. Дети:
- сын, умерший раньше отца
- дочь Беата Косцелецкая (1515—1576), 1-й муж с 1539 года наместник брацлавский и винницкий, князь Илья Константинович Острожский (1510—1539), 2-й муж с 1564 года воевода серадзский Альбрехт Лаский (1536—1605).